# Выборы губернатора Магаданской области (2013)
Выборы губернатора Магаданской области состоялись в Магаданской области 8 сентября 2013 года в единый день голосования. Также выборы высшего должностного лица прошли ещё в семи субъектах Российской Федерации. В Магаданской области в этот день кроме выборов губернатора прошли также выборы глав села Балаганное, посёлков Омсукчан и Палатка.
На 1 июля 2013 года в Магаданской области было зарегистрировано 115 054 избирателей, из них ⅔ в Магадане — 74 476 избирателей.
Губернатор Магаданской области избирается на пять лет.

## Предшествующие события
С 1996 года по 2002 год губернатором Магаданской области был Валентин Цветков. 18 октября 2002 года Цветков был убит в Москве. Убийство носило заказной характер.
После убийства Цветкова исполняющим обязанности губернатора первый заместитель губернатора Николай Дудов. В феврале 2003 года на выборах Дудов был избран губернатором Магаданской области, набрав во втором туре более 50 % голосов избирателей. 4 февраля 2008 года Магаданская областная Дума по представлению президента РФ наделила Николая Дудова полномочиями губернатора на новый пятилетний срок.
В феврале 2013 года истёк сток губернаторских полномочий Николая Дудова. 3 февраля президент России Владимир Путин назначил временно исполняющим обязанности губернатора области мэра Магадана Владимира Печёного (Единая Россия) до вступления в должность лица, избранного губернатором Магаданской области. Уже на следующий день, вступив в должность, Печёный отправил в отставку областное правительство. Также, он заявил, что намерен баллотироваться на должность губернатора Магаданской области в сентябре 2013 года.

## Кандидаты
Кандидатов на выборах губернатора Магаданской области выдвинули 5 партий. Зарегистрировано было только четверо.
| Кандидат             | Должность (на момент выдвижения)                                                          | Партия              | Статус                                                                         |
| -------------------- | ----------------------------------------------------------------------------------------- | ------------------- | ------------------------------------------------------------------------------ |
| Гаптрашид Гизатуллин | директор ООО «Социальное жилье», депутат Магаданской городской Думы пятого созыва         | Патриоты России     | отказано в регистрации, так как кандидат не предоставил необходимых документов |
| Сергей Иваницкий     | помощник депутата Госдумы Ю. В. Афонина, депутат Магаданской городской Думы пятого созыва | КПРФ                | зарегистрирован                                                                |
| Владимир Печёный     | временно исполняющий обязанности губернатора Магаданской области                          | Единая Россия       | зарегистрирован                                                                |
| Сергей Плотников     | генеральный директор ООО «Домстрой», депутат Магаданской городской Думы пятого созыва     | ЛДПР                | зарегистрирован                                                                |
| Эдуард Шуберт        | преподаватель Северо-Восточного государственного университета                             | Справедливая Россия | зарегистрирован                                                                |

## Итоги выборов
В выборах в приняли участие 34 391 человек, таким образом явка избирателей составила 33,28%.
| Явка избирателей                                      | Явка избирателей                                      | Явка избирателей | Явка избирателей |
| ----------------------------------------------------- | ----------------------------------------------------- | ---------------- | ---------------- |
| Число избирателей, включённых в список избирателей    | Число избирателей, включённых в список избирателей    | 106 548          | 100 %            |
| Из них приняли участие в выборах (выдано бюллетеней)  | Из них приняли участие в выборах (выдано бюллетеней)  | 34 391           | 32,28 %          |
| Процент испорченных бюллетеней                        |                                                       |                  |                  |
| Приняли участие в голосовании (возвращёно бюллетеней) | Приняли участие в голосовании (возвращёно бюллетеней) | 34 367           | 100 %            |
| Из них действительных бюллетеней                      | Из них действительных бюллетеней                      | 33 626           | 97,84 %          |
| Из них недействительных бюллетеней                    | Из них недействительных бюллетеней                    | 741              | 2,16 %           |
| Распределение голосов:                                |                                                       |                  |                  |
| 1.                                                    | Владимир Печёный                                      | 25 127           | 73,11 %          |
| 2.                                                    | Сергей Иваницкий                                      | 5 101            | 14,84 %          |
| 3.                                                    | Сергей Плотников                                      | 1 829            | 5,32 %           |
| 4.                                                    | Эдуард Шуберт                                         | 1 569            | 4,57 %           |
| Число действительных (учтённых) бюллетеней            | Число действительных (учтённых) бюллетеней            | 33 626           | 100 %            |